# Ministri delle finanze della Repubblica Italiana
I ministri delle finanze della Repubblica Italiana si sono avvicendati dal 1946 al 2001, quando il dicastero fu unito al Ministero del tesoro, del bilancio e della programmazione economica per creare il Ministero dell'economia e delle finanze.

## Lista
| Ministro | Ministro         | Ministro                           | Partito                                                    | Governo          | Mandato          | Mandato          | Leg.             |
| Ministro | Ministro         | Ministro                           | Partito                                                    | Governo          | Inizio           | Fine             | Leg.             |
| --- | ---------------- | ---------------------------------- | ---------------------------------------------------------- | ---------------- | ---------------- | ---------------- | ---------------- |
| |                  | Mauro Scoccimarro (1895-1972)      | Partito Comunista Italiano                                 | De Gasperi I     | 10 dicembre 1945 | 14 luglio 1946   | CN               |
| De Gasperi II | 14 luglio 1946   | Mauro Scoccimarro (1895-1972)      | Partito Comunista Italiano                                 | 2 febbraio 1947  | AC               |                  |                  |
| Finanze e tesoro |                  |                                    |                                                            |                  |                  |                  |                  |
| |                  | Pietro Campilli (1891-1974)        | Democrazia Cristiana                                       | De Gasperi III   | 2 febbraio 1947  | 1º giugno 1947   | AC               |
| |                  | Luigi Einaudi (1874-1961)          | Partito Liberale Italiano                                  | De Gasperi IV    | 1º giugno 1947   | 6 giugno 1947    | AC               |
| Finanze |                  |                                    |                                                            |                  |                  |                  |                  |
| |                  | Giuseppe Pella (1902-1981)         | Democrazia Cristiana                                       | De Gasperi IV    | 6 giugno 1947    | 24 maggio 1948   | AC               |
| |                  | Ezio Vanoni (1903-1956)            | Democrazia Cristiana                                       | De Gasperi V     | 24 maggio 1948   | 28 gennaio 1950  | I                |
| De Gasperi VI | 28 gennaio 1950  | Ezio Vanoni (1903-1956)            | Democrazia Cristiana                                       | 26 luglio 1951   |                  |                  | I                |
| De Gasperi VII | 26 luglio 1951   | Ezio Vanoni (1903-1956)            | Democrazia Cristiana                                       | 16 luglio 1953   |                  |                  | I                |
| De Gasperi VIII | 16 luglio 1953   | Ezio Vanoni (1903-1956)            | Democrazia Cristiana                                       | 17 agosto 1953   | II               |                  |                  |
| Pella | 17 agosto 1953   | Ezio Vanoni (1903-1956)            | Democrazia Cristiana                                       | 19 gennaio 1954  | II               |                  |                  |
| |                  | Adone Zoli (1887-1960)             | Democrazia Cristiana                                       | Fanfani I        | II               | 19 gennaio 1954  | 10 febbraio 1954 |
| |                  | Roberto Tremelloni (1900-1987)     | Partito Socialista Democratico Italiano                    | Scelba           | II               | 10 febbraio 1954 | 6 luglio 1955    |
| |                  | Giulio Andreotti (1919-2013)       | Democrazia Cristiana                                       | Segni I          | II               | 6 luglio 1955    | 20 maggio 1957   |
| Zoli | 20 maggio 1957   | Giulio Andreotti (1919-2013)       | Democrazia Cristiana                                       | 2 luglio 1958    | II               |                  |                  |
| |                  | Luigi Preti (1914-2009)            | Partito Socialista Democratico Italiano                    | Fanfani II       | 2 luglio 1958    | 16 febbraio 1959 | III              |
| |                  | Paolo Emilio Taviani (1912-2001)   | Democrazia Cristiana                                       | Segni II         | 16 febbraio 1959 | 26 marzo 1960    | III              |
| |                  | Giuseppe Trabucchi (1904-1975)     | Democrazia Cristiana                                       | Tambroni         | 26 marzo 1960    | 27 luglio 1960   | III              |
| Fanfani III | 27 luglio 1960   | Giuseppe Trabucchi (1904-1975)     | Democrazia Cristiana                                       | 22 febbraio 1962 |                  |                  | III              |
| Fanfani IV | 22 febbraio 1962 | Giuseppe Trabucchi (1904-1975)     | Democrazia Cristiana                                       | 22 giugno 1963   |                  |                  | III              |
| |                  | Mario Martinelli (1906-2001)       | Democrazia Cristiana                                       | Leone I          | 22 giugno 1963   | 5 dicembre 1963  | IV               |
| |                  | Roberto Tremelloni (1900-1987)     | Partito Socialista Democratico Italiano                    | Moro I           | 5 dicembre 1963  | 23 luglio 1964   | IV               |
| Moro II | 23 luglio 1964   | Roberto Tremelloni (1900-1987)     | Partito Socialista Democratico Italiano                    | 24 febbraio 1966 |                  |                  | IV               |
| |                  | Luigi Preti (1914-2009)            | Partito Socialista Democratico Italiano                    | Moro III         | 24 febbraio 1966 | 25 giugno 1968   | IV               |
| |                  | Mario Ferrari Aggradi (1916-1997)  | Democrazia Cristiana                                       | Leone II         | 25 giugno 1968   | 13 dicembre 1968 | V                |
| |                  | Oronzo Reale (1902-1988)           | Partito Repubblicano Italiano                              | Rumor I          | 13 dicembre 1968 | 6 agosto 1969    | V                |
| |                  | Giacinto Bosco (1905-1997)         | Democrazia Cristiana                                       | Rumor II         | 6 agosto 1969    | 28 marzo 1970    | V                |
| |                  | Luigi Preti (1914-2009)            | Partito Socialista Democratico Italiano                    | Rumor III        | 28 marzo 1970    | 6 agosto 1970    | V                |
| Colombo | 6 agosto 1970    | Luigi Preti (1914-2009)            | Partito Socialista Democratico Italiano                    | 18 febbraio 1972 |                  |                  | V                |
| |                  | Giuseppe Pella (1902-1981)         | Democrazia Cristiana                                       | Andreotti I      | 18 febbraio 1972 | 26 giugno 1972   | V                |
| |                  | Athos Valsecchi (1919-1985)        | Democrazia Cristiana                                       | Andreotti II     | 26 giugno 1972   | 8 luglio 1973    | VI               |
| |                  | Emilio Colombo (1920-2013)         | Democrazia Cristiana                                       | Rumor IV         | 8 luglio 1973    | 15 marzo 1974    | VI               |
| |                  | Mario Tanassi (1916-2007)          | Partito Socialista Democratico Italiano                    | Rumor V          | 15 marzo 1974    | 23 novembre 1974 | VI               |
| |                  | Bruno Visentini (1914-1995)        | Partito Repubblicano Italiano                              | Moro IV          | 23 novembre 1974 | 12 febbraio 1976 | VI               |
| |                  | Gaetano Stammati (1908-2002)       | Democrazia Cristiana                                       | Moro V           | 12 febbraio 1976 | 30 luglio 1976   | VI               |
| |                  | Filippo Maria Pandolfi (1927-2025) | Democrazia Cristiana                                       | Andreotti III    | 30 luglio 1976   | 13 marzo 1978    | VII              |
| |                  | Franco Maria Malfatti (1927-1991)  | Democrazia Cristiana                                       | Andreotti IV     | 13 marzo 1978    | 21 marzo 1979    | VII              |
| Andreotti V | 21 marzo 1979    | Franco Maria Malfatti (1927-1991)  | Democrazia Cristiana                                       | 5 agosto 1979    |                  |                  | VII              |
| |                  | Franco Reviglio (1935)             | Partito Socialista Italiano                                | Cossiga I        | 5 agosto 1979    | 4 aprile 1980    | VIII             |
| Cossiga II | 4 aprile 1980    | Franco Reviglio (1935)             | Partito Socialista Italiano                                | 18 ottobre 1980  |                  |                  | VIII             |
| Forlani | 18 ottobre 1980  | Franco Reviglio (1935)             | Partito Socialista Italiano                                | 28 giugno 1981   |                  |                  | VIII             |
| |                  | Rino Formica (1927)                | Partito Socialista Italiano                                | Spadolini I      | 28 giugno 1981   | 23 agosto 1982   | VIII             |
| Spadolini II | 23 agosto 1982   | Rino Formica (1927)                | Partito Socialista Italiano                                | 1º dicembre 1982 |                  |                  | VIII             |
| |                  | Francesco Forte (1929-2022)        | Partito Socialista Italiano                                | Fanfani V        | 1º dicembre 1982 | 4 agosto 1983    | VIII             |
| |                  | Bruno Visentini (1914-1995)        | Partito Repubblicano Italiano                              | Craxi I          | 4 agosto 1983    | 1º agosto 1986   | IX               |
| Craxi II | 1º agosto 1986   | Bruno Visentini (1914-1995)        | Partito Repubblicano Italiano                              | 18 aprile 1987   |                  |                  | IX               |
| |                  | Giuseppe Guarino (1922-2020)       | Democrazia Cristiana                                       | Fanfani VI       | 18 aprile 1987   | 29 luglio 1987   | IX               |
| |                  | Antonio Gava (1930-2008)           | Democrazia Cristiana                                       | Goria            | 29 luglio 1987   | 13 aprile 1988   | X                |
| |                  | Emilio Colombo (1920-2013)         | Democrazia Cristiana                                       | De Mita          | 13 aprile 1988   | 23 luglio 1989   | X                |
| |                  | Rino Formica (1927)                | Partito Socialista Italiano                                | Andreotti VI     | 23 luglio 1989   | 13 aprile 1991   | X                |
| Andreotti VII | 13 aprile 1991   | Rino Formica (1927)                | Partito Socialista Italiano                                | 28 giugno 1992   |                  |                  | X                |
| |                  | Giovanni Goria (1943-1994)         | Democrazia Cristiana                                       | Amato I          | 28 giugno 1992   | 21 febbraio 1993 | XI               |
| |                  | Franco Reviglio (1935)             | Partito Socialista Italiano                                | Amato I          | 21 febbraio 1993 | 31 marzo 1993    | XI               |
| |                  | Vincenzo Visco (1942)              | Partito Democratico della Sinistra                         | Ciampi           | 29 aprile 1993   | 4 maggio 1993    | XI               |
| |                  | Franco Gallo (1937)                | Indipendente                                               | Ciampi           | 4 maggio 1993    | 11 maggio 1994   | XI               |
| |                  | Giulio Tremonti (1947)             | Patto Segni Forza Italia                                   | Berlusconi I     | 11 maggio 1994   | 17 gennaio 1995  | XII              |
| |                  | Augusto Fantozzi (1940-2019)       | Indipendente                                               | Dini             | 17 gennaio 1995  | 18 maggio 1996   | XII              |
| |                  | Vincenzo Visco (1942)              | Partito Democratico della Sinistra Democratici di Sinistra | Prodi I          | 18 maggio 1996   | 21 ottobre 1998  | XIII             |
| D'Alema I | 21 ottobre 1998  | Vincenzo Visco (1942)              | Partito Democratico della Sinistra Democratici di Sinistra | 22 dicembre 1999 |                  |                  | XIII             |
| D'Alema II | 22 dicembre 1999 | Vincenzo Visco (1942)              | Partito Democratico della Sinistra Democratici di Sinistra | 26 aprile 2000   |                  |                  | XIII             |
| |                  | Ottaviano Del Turco (1944-2024)    | Socialisti Democratici Italiani                            | Amato II         | 26 aprile 2000   | 11 giugno 2001   | XIII             |
| Dal 2001 il Ministero delle finanze viene accorpato con il Ministero del tesoro, del bilancio e della programmazione economica per costituire il "Ministero dell'economia e delle finanze". |                  |                                    |                                                            |                  |                  |                  |                  |